# Andrzej Firlej (wojewoda sandomierski)
Andrzej Firlej herbu Lewart (ur. ok. 1583 – zm. 1649) – wojewoda sandomierski w 1649 roku, kasztelan bełski w latach 1638–1649, rotmistrz królewski od 1611 roku.
Syn Andrzeja Firleja i Barbary z Kozińskich księżnej Zbaraskiej, wdowy po Jerzym; wnuk Jana. 
Wraz bratem Janem udał się pod opieką Salomona Neugebauera na studia do Europy Zachodniej. Studiowali w Heidelbergu w latach 1601–1604, Bazylei w latach 1604-1606, Genewie w 1605 roku, Orleanie w 1606 roku, Paryżu w 1606 roku.
Był gorliwym wyznawcą kalwinizmu i właścicielem Kocka, gdzie spora część mieszkańców wyznawała kalwinizm. Tam utrzymywał razem z żoną szkołę kalwińską, oraz zbór. Jako spadkobierca Anny Hojskiej, fundatorki klasztoru poczajowskiego, w 1623 najechał go, obrabował cerkiew klasztorną i skradł ikonę Matki Bożej. W 1648 Kock uległ spaleniu przez Kozaków, a kościół przejęli katolicy. Firlej wybudował wtedy nowy, murowany budynek zboru, który pod patronatem jego żony istniał do jej śmierci w 1661 roku.
W początkach 1649 na sejmie koronacyjnym mianowany decyzją Jana Kazimierza wbrew oporom izby poselskej jednym z trzech regimentarzy, czasowo zastępujących wziętych do niewoli hetmanów wielkiego Potockiego i polnego Kalinowskiego. W lipcu i sierpniu 1649 z królewskiej nominacji był dowódcą wojsk broniących Zbaraża w trakcie jego oblężenia. Po ugodzie zborowskiej wyprowadził wojsko ze Zbaraża na leże zimowe. Jesienią 1649 roku był wraz ze Stanisławem Lanckorońskim wyznaczony do komisji, której zadaniem była likwidacja długów wojskowych. Król Jan Kazimierz w uznaniu jego zasług mianował go wojewodą sandomierskim po Władysławie Dominiku Zasławskim, który zwolnił ten urząd zostając wojewodą krakowskim.
Jego kazanie pogrzebowe wygłosił i opublikował pastor Krzysztof Padlewski pt.  Tumulus heroicus).